# Armando Broja
Armando Broja (phát âm tiếng Albania: [bɾɔja]; sinh ngày 10 tháng 9 năm 2001) là một cầu thủ bóng đá chuyên nghiệp chơi ở vị trí tiền đạo cho câu lạc bộ Premier League Burnley. Sinh ra ở Anh, anh đại diện cho Đội tuyển bóng đá quốc gia Albania.

## Thống kê sự nghiệp

### Câu lạc bộ
Tính đến ngày 19 tháng 4 năm 2025
| Câu lạc bộ          | Mùa giải            | Giải đấu            | Giải đấu | Giải đấu | Cúp quốc gia | Cúp quốc gia | Cúp liên đoàn | Cúp liên đoàn | Châu Âu | Châu Âu | Khác | Khác | Tổng cộng | Tổng cộng |
| Câu lạc bộ          | Mùa giải            | Hạng đấu            | Trận     | Bàn      | Trận         | Bàn          | Trận          | Bàn           | Trận    | Bàn     | Trận | Bàn  | Trận      | Bàn       |
| ------------------- | ------------------- | ------------------- | -------- | -------- | ------------ | ------------ | ------------- | ------------- | ------- | ------- | ---- | ---- | --------- | --------- |
| U-23 Chelsea        | 2019–20             | —                   | —        | —        | —            | —            | —             | —             | —       | —       | 3    | 0    | 3         | 0         |
| Chelsea             | 2019–20             | Premier League      | 1        | 0        | 0            | 0            | 0             | 0             | 0       | 0       | —    | —    | 1         | 0         |
| Chelsea             | 2020–21             | Premier League      | 0        | 0        | 0            | 0            | 0             | 0             | 0       | 0       | —    | —    | 0         | 0         |
| Chelsea             | 2021–22             | Premier League      | 0        | 0        | 0            | 0            | 0             | 0             | 0       | 0       | 0    | 0    | 0         | 0         |
| Chelsea             | 2022–23             | Premier League      | 12       | 1        | 0            | 0            | 1             | 0             | 5       | 0       | —    | —    | 18        | 1         |
| Chelsea             | 2023–24             | Premier League      | 13       | 1        | 2            | 1            | 4             | 0             | —       | —       | —    | —    | 19        | 2         |
| Chelsea             | 2024–25             | Premier League      | 0        | 0        | 0            | 0            | 0             | 0             | 0       | 0       | 0    | 0    | 0         | 0         |
| Chelsea             | Tổng cộng           | Tổng cộng           | 26       | 2        | 2            | 1            | 5             | 0             | 5       | 0       | —    | —    | 38        | 3         |
| Vitesse (mượn)      | 2020–21             | Eredivisie          | 30       | 10       | 4            | 1            | —             | —             | —       | —       | —    | —    | 34        | 11        |
| Southampton (mượn)  | 2021–22             | Premier League      | 32       | 6        | 4            | 1            | 2             | 2             | —       | —       | —    | —    | 38        | 9         |
| Fulham (mượn)       | 2023–24             | Premier League      | 8        | 0        | —            | —            | —             | —             | —       | —       | —    | —    | 8         | 0         |
| Everton (mượn)      | 2024–25             | Premier League      | 10       | 0        | 1            | 0            | 0             | 0             | —       | —       | —    | —    | 11        | 0         |
| Burnley             | 2025–26             | Premier League      | 0        | 0        | 0            | 0            | 0             | 0             | —       | —       | —    | —    | 0         | 0         |
| Tổng cộng sự nghiệp | Tổng cộng sự nghiệp | Tổng cộng sự nghiệp | 106      | 18       | 11           | 3            | 7             | 2             | 5       | 0       | 3    | 0    | 132       | 23        |

1. ↑  Bao gồm KNVB Cup, FA Cup
2. ↑  Bao gồm EFL Cup
3. ↑  Số lần ra sân tại EFL Trophy
4. ↑  Số lần ra sân tại UEFA Champions League

### Quốc tế
Tính đến ngày 10 tháng 6 năm 2025
| Đội tuyển quốc gia | Năm       | Trận | Bàn |
| ------------------ | --------- | ---- | --- |
| Albania            | 2020      | 3    | 0   |
| Albania            | 2021      | 7    | 3   |
| Albania            | 2022      | 7    | 1   |
| Albania            | 2024      | 6    | 1   |
| Albania            | 2024      | 4    | 0   |
| Tổng cộng          | Tổng cộng | 27   | 5   |

Bàn thắng và kết quả của Albania được để trước.
| # | Ngày                | Địa điểm                                     | Số trận | Đối thủ       | Bàn thắng | Kết quả | Giải đấu                      |
| - | ------------------- | -------------------------------------------- | ------- | ------------- | --------- | ------- | ----------------------------- |
| 1 | 5 tháng 9 năm 2021  | Elbasan Arena, Elbasan, Albania              | 7       | Hungary       | 1–0       | 1–0     | Vòng loại FIFA World Cup 2022 |
| 2 | 8 tháng 9 năm 2021  | Elbasan Arena, Elbasan, Albania              | 8       | San Marino    | 3–0       | 5–0     | Vòng loại FIFA World Cup 2022 |
| 3 | 9 tháng 10 năm 2021 | Puskás Aréna, Budapest, Hungary              | 9       | Hungary       | 1–0       | 1–0     | Vòng loại FIFA World Cup 2022 |
| 4 | 10 tháng 6 năm 2022 | Arena Kombëtare, Tirana, Albania             | 13      | Israel        | 1–0       | 1–2     | UEFA Nations League 2022–23   |
| 5 | 3 tháng 6 năm 2024  | Haladás Sportkomplexum, Szombathely, Hungary | 20      | Liechtenstein | 1–0       | 3–0     | Giao hữu                      |